# Puppeteer
 (septembre 2016).
Si vous disposez d'ouvrages ou d'articles de référence ou si vous connaissez des sites web de qualité traitant du thème abordé ici, merci de compléter l'article en donnant les références utiles à sa vérifiabilité et en les liant à la section « Notes et références ».
Puppeteer est un jeu vidéo de plates-formes développé par Japan Studio sorti sur PlayStation 3 le 11 septembre 2013 en Europe.
Le jeu est jouable à la fois en 2D et en 3D. Il est réalisé par Gavin Moore, précédemment chef animateur sur The Getaway, Forbidden Siren 2 et Siren: Blood Curse.

## Synopsis
L'histoire commence dans un théâtre de marionnettes. G, le narrateur, raconte aux spectateurs (et au joueur) "L'incroyable histoire d'un jeune garçon nommé Kutaro".
Il y a bien longtemps, la Lune était un monde paisible sur lequel régnait la Déesse de la Lune. Elle vivait des jours heureux avec ses amis animaux, mais un jour, son meilleur ami, Nounours, s'empara de la Pierre de Lune et de Calibrus, la paire de ciseaux magique ; il devint alors le Roi-Ours de la Lune, transforma les autres animaux en ses généraux, chassa la Déesse et pris le contrôle de la Lune. Tous les soirs, le Roi-Ours volait l'âme d'un enfant de la Terre pour l’enfermer dans une marionnette esclave ; ce fut un soir le tour de Kutaro, qui fut non seulement changé en marionnette, mais de plus, sa tête fut dérobée par le tyran. Cependant, Kutaro rencontra d'autres opposants au Roi-Ours, il se lança alors dans une quête pour libérer la Lune. 
L'histoire est divisé en 7 Actes, chacun étant divisé en 3 parties. 

## Système de jeu
Le joueur contrôle un garçon nommé Kutaro, qui a été transformé en marionnette de bois avec sa tête arrachée. Le petit garçon utilise une paire de ciseaux magiques nommée Calibrus, pouvant être utilisé pour attaquer des ennemis, et couper des objets dans le décor afin de révéler des secrets et avancer plus loin dans le jeu.
Kutaro doit récupérer des têtes tout au long du jeu ; Il y en a 100 au total et peuvent être trouvés un peu partout, dans les chaudrons volants, dans les niveaux secrets et après les combats de boss. Ces têtes sont la vie de Kutaro : il peut en tenir 3 au maximum, s'il n'en a plus, c'est Game Over. Les têtes servent aussi à découvrir des passages secrets ou à faciliter les combats de boss. La vraie tête de Kutaro (débloquée après avoir fini le jeu) active tous les mécanismes.
Kutaro récupère aussi les têtes des héros de la Lune : celles du Chevalier, du Ninja, du Pirate et du Lutteur. Elles ne comptent pas comme des vies mais Kutaro peut utiliser leurs pouvoirs à volonté pour se battre ou changer le décor.
Une autre caractéristique notable du jeu est son système unique de contrôle, spécifiquement dans l'utilisation des sticks analogiques. Alors que le stick analogique gauche est utilisé pour contrôler Kutaro, le stick analogique droit est utilisé pour contrôler un chat fantomatique nommé Ying Yang, ou la princesse Pikarina à partir du l'Acte 2. Ying Yang ou Pikarina peuvent être utilisés pour examiner des objets étrangers et trouver de nouvelles têtes pour Kutaro.

## Personnages

### Héros
Kutaro : personnage principal de l'histoire, enfant de la Terre changé en marionnette et dont la tête fut volée par la Roi-Ours (bien qu'on le voit avec sa vraie tête dans les cinématiques). Il est choisi par Calibrus, la paire de ciseaux magique, pour vaincre le tyran et libérer la Déesse de la Lune. Kutaro récupère également d'autres pouvoirs dans le jeu. D'abord égoïste et lâche au début du jeu, il évolue pour devenir un véritable héros dans le cœur et dans les actes. Le Roi-Ours de la Lune met une prime sur la tête de Kutaro dans l'Acte 3 de 100 billions de $ (1 suivit de 17 zéros), la prime monte à 100 billards (20 zéros après le 1) dans l'Acte 4.
Pikarina : fille du Soleil et amie de la Déesse de la Lune, elle tente de raisonner le Roi-Ours, mais ce dernier la change en lutine et l’emprisonne. Elle est plus tard sauvée par Kutaro du Général Tigre et décide de l'accompagner dans sa quête ; elle permet à Kutaro d'activé certaines animations. Elle se dispute souvent avec G et Ezma. Elle doute d'abord des capacités de Kutaro en tant que héros, mais au fil du jeu, elle éprouve de l'affection et de l'amitié envers le pantin.
Narrateur : le Professeur Gregorious T. Oswald, ou simplement "G", raconte l'histoire de Kutaro. Il interagit souvent avec les personnages, donnant ainsi des scènes comiques. Dans l'Acte 3-3, on apprend qu'il adore les robots. On ne voit jamais son visage, on entend juste sa voix. Il interagit souvent avec les personnages dans des scènes humoristiques.
Ezma Potts : aussi connue comme la Sorcière Lunaire, cette vieille femme travaillait pour le Roi-Ours de la Lune comme cuisinière et docteur médiocre. Elle envoyait des enfants pantins dans la salle du trône pour tenter de récupérer Calibrus, seul Kutaro a réussi. Aussi laide que détestable, elle n'aide le jeune héros que pour s'emparer de la Pierre de Lune et devenir la nouvelle de Déesse, mais on lui découvre une personnalité agréable à l'Acte 7. Ezma est celle qui apprend à Kutaro comment utiliser les pouvoirs des héros de la Lune, souvent de manière comique.  La seule personne qu'aime vraiment Ezma est le capitaine Boulette.
Ying-Yang : chat de la Déesse de la Lune, c'est le seul de ses amis animaux à lui être resté fidèle et à ne pas devenir un général. Il libère Kutaro de la prison du Castel Noir et l'accompagne durant tout l'Acte 1. Il sarcastique, impudent et responsable de la transformation de Nounours, mais il a bon fond et sait où est enfermé la Déesse de la Lune. Ying-Yang fait à la fois référence au principe du yin et du yang, à la partie noire et blanche de la Lune, mais aussi au zodiaque chinois, le chat étant le treizième signe ou le remplaçant du lapin. 
La Déesse de la Lune : la souveraine bienveillante de la Lune. Elle vivait autrefois paisiblement dans son Castel Blanc avec ses amis animaux jusqu'à ce que Nounours, son meilleur ami décide de la trahir. Le Roi-Ours la emprisonné dans un endroit secret et Kutaro doit la sauver. Contrairement au Soleil, elle pense que la lumière et les ténèbres doivent cohabiter ensemble (référence au claire de Lune et à la face cachée de la Lune) ; elle tire d'ailleurs son pouvoir de la Pierre de Lune Blanche (la lumière et l'immortalité) et de la Pierre de Lune Noire (les ténèbres et le savoir). Elle n’apparaît qu'au début et à la fin du jeu, mais de nombreux personnages la mentionnent. 
Les enfants prisonniers : d'autres enfants de la Terre qui, comme Kutaro, ont leur âme dans un pantin. Ils servent d'esclaves au Roi-Ours et à ses généraux. Kutaro les rencontre un peu partout sur la Lune, il peut interagir avec eux et libérer leur âme. 
Papy et Mamie Cèdre : un couple d'arbres anciens qui règne sur la Forêt Lunaire ; s'ils meurent, toute la Forêt disparaîtrait. Kutaro les sauve du Général Raton dans l'Acte 2-2, puis du Général Réptile dans l'Acte 2-3. Papy Cèdre confiera à Raton, pensant que c'est un médecin, qu'il trouve sa femme un peu grosse. 
Le capitaine Boulette : le capitaine pirate le plus redouté de la Mer Lunaire, Kutaro le rencontre dans l'Acte 3 et l'aide à reprendre son bateau, la Brebis Galeuse, puis son repaire, l'Île de la Pince du Crabe, aux Généraux Goret et Mouton. C'est un homme d'action un peu loufoque mais qui aide Kutaro à franchir les défenses ennemies dans les Actes 3 et 7. Autrefois, Boulette était connu pour ses pillages et ses kidnappings romantiques de donzelles, mais un jour, les habitants de la mer lunaire prièrent la déesse de la Lune pour le châtier ; cette dernière lui lança une terrible malédiction : il vit ses femmes comme des monstres et ses amis comme des squelettes, pris de peur, il les tua tous, se retrouvant seul et triste avec son bateau et son or. Sous l'effet de la malédiction, le pirate tombe amoureux d'Ezma Potts. 
Le dieu des océans : le dieu qui règne sur les mers lunaires, apparaissant uniquement dans l'acte 3-2. Il préfère les longs chants aux combats et se fit voler son royaume par le Kraken. Après que Kutaro l'ait sauvé, le dieu des océans donne à Calibrus le pouvoir de s’enflammer pour aller plus vite et plus loin. 
Nebula Oblongata : habitante de la face sombre de la Lune et fille du maire d'Halloween Ville. Changée en squelette géant, Kutaro l'affronte et la sauve dans l'acte 5-2. Nebula croit être la seule humaine dans une ville de monstres, elle est en fait une rokurokubi (fantôme japonais au long coup). Elle déteste son vrai nom, Susan. Son faux nom est dérivé de Medulla Oblongata, la  moelle allongée du cerveau. 
Le cavalier sans tête : maire d'Halloween Ville et père de Nebula. Sa ville attirait les touristes qui voulait connaitre la peur, mais la tyrannie du Roi-Ours détruisit son business. Kutaro rencontre son corps dans l'Acte 5-1 et sauve sa tête dans l'Acte 5-3. Contrairement à sa fille gothique, le maire est très amical et aime le nom de Susan. Il est inspiré du cavalier sans tête et du nukekubi (fantôme japonais sans cou, cousin du rokurokubi). 
Mr Rose : de son vrai nom Galahagrid Mulberry Timesawestin (ou GMT pour faire cour), est un flamant rose très érudit et bavard que Kutaro rencontre dans le Royaume du Temps, durant l'acte 6-2. Mr Rose est un oiseau rigide qui avait du mal à garder son travail, sa femme le quitta avec ses enfants ; la Déesse de la Lune lui confiât alors un travail parfait pour lui et vital pour le monde : aiguille de l'Horloge du Temps. Kutaro doit protéger Rose des Généraux Lapin et Coq qui veulent le bloquer sur minuit, l'heure des cauchemars. 
Le Soleil : père de Pikarina, ami de la Déesse de la Lune et être le plus puissant du Système Solaire. Sa fille vente beaucoup sa puissance mais elle est agacée par son côté trop aimant et protecteur. Il n’apparaît physiquement que dans l'Acte 7-2 où il sauve Kutaro et Pikarina, écoute leur histoire et décide d'affronter le Roi-Ours, malheureusement, ce dernier est devenu trop puissant et le bat vite et sans effort. À l'inverse de la Déesse de la Lune, il pense que seule la lumière doit régner. 
Les 4 héros de la Lune : les 4 serviteurs de la Déesse de la Lune formèrent une rébellion contre le Roi-Ours avant le début de l'histoire ; malheureusement, ils échouèrent et moururent. Dans sa quête, Kutaro doit trouver leurs artefacts pour obtenir leur tête et leurs pouvoirs. Le Chevalier, leader de la révolution, est considéré comme le plus grand des héros, c'est en fait un trouillard qui trouva un jour un bouclier magique, qui fut inutile contre le tyran qui le tua facilement ; son pouvoir donne à Kutaro un bouclier renvoyant trois attaques dans la direction qu'il souhaite. Le Ninja était un expert en explosif, son code d'honneur l'obligea à mener l'assaut de front (l'inverse d'un vrai ninja) faisant de lui une cible facile ; son pouvoir permet à Kutaro de créer des bombes pour déblayer des passages ou sonner des ennemis. Le Pirate était le vaillant corsaire de la Déesse de la Lune, il combattit vaillant le tyran mais sans succès ; son pouvoir donne à Kutaro un crochet activant des mécanismes et blessant les ennemis. Le Lutteur était un champion de catche qui voulait protégeait les habitants de la Lune ; c'est le seul héros à ne pas avoir été tué par le Roi-Ours, mais il tomba dans la déprime et mourut misérablement ; son pouvoir permet à Kutaro de faire une charge destructive, la faiblesse de beaucoup d'ennemis et d'objets dans le jeu.

### Ennemis
Le Roi-Ours de la Lune : l'antagoniste principal, le personnage le plus cruel et le boss final du jeu. Autrefois connu comme Nounours, un adorable petite ourson, c'était le meilleur ami de la Déesse de la Lune et ils vivaient heureux au Castel Blanc avec leurs autres amis animaux ; mais un jour, sous les mauvais conseils de Ying-Yang, il entra dans la salle des Pierres de Lune et son regard fut absorbé par la Pierre  Noire, il devint alors paranoïaque, pensant être l'esclave de la Déesse, il convainquit les autres animaux de le suivre puis s'enfuit en prenant la Pierre et Calibrus. Devenus ensuite un ours monstrueux, le Roi-Ours vola le trône de la Déesse et divisa la Pierre Blanche entre ses généraux. Non content d'avoir pris la Lune, le Roi-Ours décida aussi de s'emparer de la Terre, commençant par les âmes des enfants pour en faire des esclaves. Le Roi-Ours reste dans le Castel Noir en permanence, mais il peut voir le reste de la Lune et communiquer avec ses généraux grâce à un miroir magique. Après l'Acte 6, le Roi-Ours amasse énormément d'âmes et devient un géant pouvant battre le Soleil. Sa soif de puissance grandit au point qu'il conquérir le Système Solaire, puis l'Univers. Mais est-ce vraiment ce qu'il veut ? Ne cherche-t-il pas autre chose ? 
Les 12 généraux : autrefois d'adorables bébés animaux, ils étaient les amis de la Déesse de la Lune, mais ils choisirent de suivre Nounours quand ce dernier s'empara du pouvoir. Chacun d'eux reçu un fragment de Pierre de Lune blanche qui lui conféra de nouveaux pouvoirs et une nouvelle apparence. Ce sont les antagonistes secondaires de l'histoire et sont tous des boss. Les généraux font références au zodiaque chinois. 
Général Tigre : le premier général rencontré et affronté par Kutaro durant tout l'Acte 1. Si Tigre était autrefois un gros chat, la Pierre de Lune Blanche l'a transformée en redoutable prédateur capable de manipuler la foudre. Faisant le chat effrayé face au Roi-Ours, il devient sanguinaire face aux petits êtres comme Kutaro ou Pikarina. Tigre semble être la vigile du Castel Noir car il ne quitte jamais le château. Sa Pierre de Lune est un croc remplaçant sa dent cariée. Après sa mort, Le Roi-Ours utilisa sa peau comme tapis. 
Général Raton : le deuxième général rencontré et affronté par Kutaro durant l'Acte 2. C'est le plus lâche, le plus faible et le plus petit des généraux, mais aussi le deuxième plus intelligent  Sur ordre du Roi-Ours, il se mit à polluer le Bois Lunaire, il se fit passer pour un docteur est répandit une gelé toxique rendant fous les habitants du Bois et faisant muter les plantes. Après sa défaite, il supplie Kutaro de l'épargner et lui donne son fragment de Pierre de Lune, il l'aide ensuite à vaincre le Général Reptile. Le Roi-Ours entre ensuite en contacte avec Raton et l'étrangle via son miroir magique. Sa Pierre de Lune est un flacon de venin. Raton est le seul général à ne pas être tué par Kutaro et, tout comme Singe, n'a pas de scène QTE lors de son combat. 
Général Reptile : le troisième général rencontré et affronté par Kutaro dans l'Acte 2-3. C'est le deuxième plus grand boss du jeu après Dragon, le niveau entier se passe sur son corps. C'est le plus dangereux des généraux car, grâce à son fragment de Pierre, son venin peut tuer tous les êtres vivants, même le Roi-Ours, qui du l'enfermer dans une grotte ; seul Raton est résistant au venin, il l’utilise d'ailleurs pour sa gelé. Le Roi-Ourse libère Reptile pour détruire le Bois Lunaire, Kutaro et Raton. Sa Pierre de Lune est un serpent. 
Généraux Goret et Mouton : les quatrième et cinquième généraux rencontrés et affrontés par Kutaro dans l'Acte 3. Ils sont littéralement toujours ensemble. Ils se sont emparés du navire et du repaire du capitaine Boulette et polluent la Mer Lunaire pour transformer ses habitants en monstres. Ils arrivent aussi à piéger Kutaro au début de l'Acte. Goret se bat avec un sabre et Mouton avec une arquebuse, mais ils se battent contre Kutaro à bord de Robot-Crabe. Goret est le plus petit des généraux sans son chapeau.La Pierre de Lune de Goret est une côtelette de porc et celle de Mouton est une corne de bélier. Durant leur combat de boss, le Narrateur les soutient pour éliminer Kutaro car il admire Robot-Crabe. 
Générale Pouliche : le sixième général rencontré et affronté par Kutaro dans l'Acte 4. C'est la seule femelle parmi les généraux. Avant d'être générale, Pouliche et Taureau formaient le couple parfait, mais quand ils ont reçu leurs fragments de Pierre, la rupture fut brutale et ils se lancèrent dans une compétition de voiture détruisant la route du Désert Lunaire. Pouliche peut se transformer en train à vapeur (les locomotives étaient appelés "chevaux de fer") et, au combat, enflammer ses sabots et tirer des missiles. Sa Pierre de Lune est une carotte. Bien que Kutaro semble avoir détruit Pouliche à la fin de leur combat, on peut la voir encourager son mari dans l'Acte 4-3. 
Général Taureau : le septième général rencontré et affronté par Kutaro dans l'Acte 4. Taureau était le mari aimant et adoré de Pouliche, mais quand ils devinrent généraux, ils devinrent des rivaux si féroces qu'ils ignorèrent la présence de Kutaro. Après la destruction de Pouliche, Taureau défi immédiatement Kutaro en combat singulier dans le Colisée ; il attaque avec des charges puissantes et peut progeter le pantin dans les aires. Son fragment de Pierre est une corne de taureau. 
Général Singe : le huitième général rencontré par Kutaro dans l'Acte 4-3, mais le dernier général à être affronté dans l'Acte 6-2. C'est le deuxième plus petit  des généraux et le plus intelligent : il a construit le Castel Noir, un repaire dans un volcan, une fusée, les machines de l'Île du Crabe, Robot-Crabe et Robot-Clebs. Il parvient à piéger Kutaro et à lui volé ses fragments de Pierre dans l'Acte 5-1 et révèle au Roi-Ours qu'Ezma Potts aide le jeune héros. Dans l'Acte 6-3, il bloque la Tour du Temps sur minuit. Le Roi-Ours semble placer beaucoup d'espoir en lui. Son combat se passe dans l'espace, c'est une course entre les constatations, les astéroïdes, les Martiens et les Vénusiens ; comme pour le Général Raton, il n'y a pas de QTE. Sa Pierre de Lune est une banane. C'est le général qui survit le plus longtemps dans le jeu. 
Général Clebs :  le neuvième général rencontré et le huitième affronté par Kutaro dans l'Acte 5. C'est le plus stupide des généraux et ses attaques ressemblent à celle de Tigre. C'est un chien énorme parlant comme un robot ; il préfère joué que se battre. Après sa défaite, le Général Singe le réanime en Général Robot-Clebs, alimenté par le pouvoir de 8 fragments de Pierre de Lune ; Robot-Clebs fait beaucoup de référence à Inspecteur Gadget et combat plus violemment. Sa Pierre de Lune est un os. C'est le seul général à être affronté 2 fois.  
Général Lapin : le dixième général rencontré et le neuvième affronté par Kutaro dans l'Acte 6-1. Avec le Général Coq, il a pour mission de prendre le contrôle du Royaume du Temps et de capturer Mr. Rose. Kutaro le poursuit dans toute la ville puis l'affronte dans une autre dimension créée par la magie de Lapin. Le Général Lapin est une référence au Lapin Blanc d'Alice au Pays des Merveilles : il boit du thé, se déplace sur une montre géante et dit qu'il est en retard. Sa Pierre de Lune est un haut de forme, faisant référence au chapeau d'un magicien. Selon Pikarina, Lapin ressemblait à une fille quand il était jeune.  
Général Coq : le onzième général rencontré et le dixième affronté par Kutaro dans l'Acte 6. Avec le Général Lapin, sa mission est de capturer Mr. Rose et de le bloquer sur la Tour du Temps à minuit, l'heure où les enfants de la Terre font des cauchemars. Coq fait référence au phénix : il peut volé, créer des tornades, ses ailes et serres produisent des flammes ; il peut aussi pondre des œufs pour attaquer, ce qui surprend tout le monde car c'est un mâle. Il parvient à placer Mr. Rose sur la Tour du Temps, mais se fait battre par Kutaro. Son fragment de Pierre est un poulet rôti.  
Général Dragon : le douzième général rencontré et le onzième affronté par Kutaro dans l'Acte 6-3. Dragon est le plus puissant et le plus grand des généraux, comme pour Reptile, le combat se passe sur son corps. C'est lui qui vole les âmes des enfants sur Terre. Avec l'Horloge du Temps bloquée sur minuit, tous les enfants sont prisonniers de leurs cauchemars et leurs âmes sont vulnérables ; Kutaro doit donc affronté Dragon pour l'empêcher de récolter toutes les âmes d'un coup. Dragon peut voler, cracher du feu, invoquer la foudre et transforme son corps en tronçonneuse. Son fragment de Pierre est un globe terrestre entouré par un dragon.  
Les larves : des enfants de la Terre changés en monstre par le Roi-Ours, ce sont les ennemis de base. Ils attaquent Kutaro en lui fonçant dessus, le pantin doit les assommer et couper leur ficelle pour libérer l'âme prisonnière.  
Les viles vignes : pas vraiment des ennemies, ce sont des éléments du décors qui bloquent et blessent Kutaro. Elles peuvent être détruites par Calibrus. Ce sont des plantes corrompus par le pouvoir du Roi-Ours ; il existe également d'autres éléments corrompus successibles de blesser Kutaro.  
Les escuyers : ce sont des mini-bosses. Ce sont des bouts de tissus contenant 100 âmes d'enfants de la Terre, Kutaro doit les vaincre en tailladant leur corps et en libérant toutes les âmes. Il y en a 6 au total : le Pion, qui protège Calibrus dans l'Acte 1-1, le Cavalier, qui protège le pouvoir du Chevalier dans l'Acte 1-2 , le Portail, qui bloque le passage au Bois Lunaire dans l'Acte 2-1, le Pirate, qui attaque la Brebis Galeuse dans l'Acte 3-1, le Cow-boy, qui freine la course de Kutaro dans l'Acte 4-1, et la Grande Faucheuse, qui attaque le héros dans l'Acte 5-3.  
Autres mini-bosses : les lanternes changés en monstres par Raton dans l'Acte 2-1, la maman Kappagaeru devenu folle à cause de Raton dans l'Acte 2-2, le Kraken devenu un fada des sushis à cause de Goret et de Mouton dans l'Acte 3-2, la citrouille géante que Singe a rendu malade dans l'Acte 5-2, le squelette géant dans l'Acte 5-3 et la vile vigne géante qui parasite le Castel Blanc dans l'Acte 7-1.

## Voix françaises
- Narrateur : Marc Bretonnière
- Pikarina : Caroline Combes
- Sorcière Lunaire : Virginie Ledieu
- Ying Yang : Marc Saez
- Capitaine Boulette : Patrice Melennec
- Roi - Ours de la Lune : Sylvain Lemarie
- Tigre : Vincent Violette
- Raton/Lapin : Martial Le Minoux
- Reptile : Catherine Desplaces
- Gorret/Taureau : Frédéric Souterelle
- Mouton/Clebs (normal et version robot)/Singe : Philippe Peythieu
- Pouliche : Odile Schmitt
- Coq/Perroquets de la Brebis Galeuse : Stéphane Ronchewski
- Dragon : Achille Orsoni
- Mr. Rose : Gilbert Lévy